# Suhorabivka, Reșetîlivka
Suhorabivka (în ucraineană Сухорабівка) este localitatea de reședință a comunei Suhorabivka din raionul Reșetîlivka, regiunea Poltava, Ucraina.

## Demografie
Componența lingvistică a localității Suhorabivka
     Ucraineană (98,69%)
     Rusă (1,31%)
Conform recensământului din 2001, majoritatea populației localității Suhorabivka era vorbitoare de ucraineană (98,69%), existând în minoritate și vorbitori de rusă (1,31%).